# غروفسبرينغ (ميزوري)
غروفسبرينغ (بالإنجليزية: Grovespring)‏ هي إحدى المجتمعات الفردية (غير مصنفة) في ولاية ميزوري في الولايات المتحدة الأمريكية.